# Ludo Van Staeyen
Ludo Van Staeyen, né le 11 décembre 1948 à Schoten, est un ancien coureur cycliste professionnel belge. Son père Jozef Van Staeyen, né en 1919, a été cycliste professionnel de 1940 à 1957, un neveu Michael Van Staeyen est coureur professionnel depuis 2007 et Kevin (1992) fut coureur en 2014.

## Palmarès
- 1971
  - 2e du championnat de Belgique sur route amateurs
- 1972
  - 2e du Grand Prix Pino Cerami
- 1974
  - 2e du championnat de Belgique sur route
  - 2e du Tour du Condroz
- 1975
  - Prologue du Tour des Pays-Bas (contre-la-montre par équipes)
  - 2e du Grand Prix de Hannut
- 1976
  - Circuit de la région frontalière
  - 3e de la Course des raisins

## Résultats sur les grands tours

### Tour de France
- 1972 : 49e
- 1973 : non-partant à la 14e étape

### Tour d'Italie
- 1972 : 45e